# Kanton Toulouse-3
Kanton Toulouse-3 (francouzsky Canton de Toulouse-3) je francouzský kanton v departementu Haute-Garonne v regionu Midi-Pyrénées. Tvoří ho pouze část města Toulouse (čtvrtě Arènes, Barrière de Bayonne, Barrière de Lombez, Bourrasol, Casselardit, Fer à Cheval, Fontaines, Fontaine Lestang, Patte d'Oie, Rapas, Roguet a Saint-Cyprien).